# No inscritos (Parlamento Europeo)
No inscritos es la denominación de los diputados al Parlamento Europeo no adscritos a ninguno de los grupos parlamentarios organizados del Parlamento Europeo. 
Estos eurodiputados pueden ser miembros de un partido nacional o de un partido europeo, pero para que se forme una agrupación política en el Parlamento Europeo se necesitan 25 diputados de siete Estados diferentes. Ser parte de un grupo otorga acceso a fondos públicos y escaños en comités, pero los miembros del grupo deben estar vinculados ideológicamente. Anteriormente existían grupos de conveniencia, como el Grupo Técnico de Independientes, pero ya no están permitidos, y se han elevado los requisitos mínimos para la formación de grupos, lo que obliga a los partidos y eurodiputados sin similitud ideológica a agrupaciones ya existentes a sentarse como no inscritos. Mientras que algunos eurodiputados que se sientan como no inscritos pueden tener puntos de vista similares y expresar la intención de formar nuevas agrupaciones entre ellos en el futuro, los no inscritos en su conjunto no tienen vínculos específicos entre sí más que su mutua falta de agrupación política.
A diferencia de algunos parlamentos nacionales, en el Parlamento Europeo no existe un grupo de no inscritos. Los diputados que no pertenezcan a ningún grupo político de la Cámara disponen de un presupuesto y de una secretaría conjunta, y aquí acaban sus semejanzas con los grupos políticos.

## Composición actual
Los diputados no inscritos en ningún grupo parlamentario en la Décima legislatura del Parlamento Europeo son los siguientes:
| Total | Total               | Partido no inscrito                                                             | Partido no inscrito                                                                                             | Diputados         | Diputados            | Diputados            |
| Total | Total               | Partido no inscrito                                                             | Partido no inscrito                                                                                             | Respecto al grupo | Respecto a su estado | Respecto a su estado |
| ----- | ------------------- | ------------------------------------------------------------------------------- | --- | ----------------- | -------------------- | -------------------- |
|       | No inscritos 29/720 |                                                                                 | Alianza Sahra Wagenknecht-Por la Razón y la Justicia Bündnis Sahra Wagenknecht-Vernunft und Gerechtigkeit (BSW) | 6/29              | 6/96                 | Alemania             |
|       | No inscritos 29/720 | Dirección-Socialdemocracia Smer-Sociálna Demokracia (SMER-SD)                   | 5/29 | 5/15              | Eslovaquia           |                      |
|       | No inscritos 29/720 | Se Acabó la Fiesta (SALF)                                                       | 1/29 | 3/61              | España               |                      |
|       | No inscritos 29/720 | El Partido Die Partei (PARTEI)                                                  | 2/29 | 2/96              | Alemania             |                      |
|       | No inscritos 29/720 | Partido Comunista de Grecia Κομμουνιστικό Κόμμα Ελλάδας (KKE)                   | 2/29 | 2/21              | Grecia               |                      |
|       | No inscritos 29/720 | S.O.S. Rumania SOS România (SOS)                                                | 2/29 | 2/33              | Rumania              |                      |
|       | No inscritos 29/720 | Confederación de la Corona Polaca Konfederacja Korony Polskiej (KKP)            | 1/29 | 1/52              | Polonia              |                      |
|       | No inscritos 29/720 | Curso de la Libertad Πλεύση Ελευθερίας (ΠE)                                     | 1/29 | 1/21              | Grecia               |                      |
|       | No inscritos 29/720 | Juntos por Cataluña Junts per Catalunya (JxCat)                                 | 1/29 | 1/61              | España               |                      |
|       | No inscritos 29/720 | Partido Comunista de Bohemia y Moravia Komunistická Strana Čech a Moravy (KSČM) | 1/29 | 1/21              | Chequia              |                      |
|       | No inscritos 29/720 | Partido del Progreso Partei des Fortschritts (PdF)                              | 1/29 | 1/96              | Alemania             |                      |
|       | No inscritos 29/720 | Victoria Νίκη (NIKI)                                                            | 1/29 | 1/21              | Grecia               |                      |
|       | No inscritos 29/720 | Voz-Socialdemocracia Hlas-Sociálna Demokracia (HLAS-SD)                         | 1/29 | 1/15              | Eslovaquia           |                      |
|       | No inscritos 29/720 | Independientes                                                                  | 4/29 | 1/96              | Alemania             |                      |
| 1/21  | No inscritos 29/720 | Independientes                                                                  | 4/29 | Chequia           |                      |                      |
| 1/6   | No inscritos 29/720 | Independientes                                                                  | 4/29 | Chipre            |                      |                      |
| 1/15  | No inscritos 29/720 | Independientes                                                                  | 4/29 | Eslovaquia        |                      |                      |

## Legislaturas pasadas

### Noveno Parlamento
Los siguientes partidos tuvieron miembros en el grupo NI en la novena legislatura del Parlamento Europeo:
| País          | Partido Nacional                                                            | Partido Europeo | Partido Europeo | N.º Diputados |
| ------------- | --------------------------------------------------------------------------- | --------------- | --------------- | ------------- |
| Croacia       | Escudo Humano Živi zid (ZZ)                                                 |                 | AELD            | 1/12          |
| Croacia       | Mislav Kolakušić (Independiente)                                            | 1/12            | AELD            |               |
| Francia       | Reconquista Reconquête! (R!)                                                |                 | Ninguno         | 4/79          |
| Alemania      | El Partido Die PARTEI                                                       |                 | Ninguno         | 1/96          |
| Alemania      | Martin Buschmann (Independiente)                                            |                 | Independiente   | 1/96          |
| Alemania      | Jörg Meuthen (Independiente)                                                |                 | Independiente   | 1/96          |
| Grecia        | Partido Comunista de Grecia Κομμουνιστικό Κόμμα Ελλάδας (ΚΚΕ)               |                 | Iniciativa      | 2/21          |
| Grecia        | Conciencia Popular Nacional Εθνική Λαϊκή Συνείδηση (Ε.ΛΑ.ΣΥΝ.)              |                 | APL             | 2/21          |
| Hungría       | Jobbik, Movimiento por una Hungría Mejor Jobbik Magyarországért Mozgalom    |                 | Ninguno         | 1/21          |
| Hungría       | Fidesz-Unión Cívica Húngara Fidesz-Magyar Polgári Szövetség                 |                 | Ninguno         | 12/21         |
| Italia        | Movimiento 5 Estrellas Movimento 5 Stelle (M5S)                             |                 | Ninguno         | 7/76          |
| Italia        | Dino Giarrusso (Independiente)                                              |                 | Independiente   | 1/76          |
| Italia        | Francesca Donato (Independiente)                                            |                 | Independiente   | 1/76          |
| Letonia       | Unión Rusa Letona Latvijas Krievu savienība (LKS) Русский союз Латвии (РСЛ) |                 | ALE             | 1/8           |
| Lituania      | Partido del Trabajo Darbo Partija (DP)                                      |                 | Ninguno         | 1/11          |
| Eslovaquia    | PATRIOTA Eslovaco Slovensky PATRIOT (SP)                                    |                 | AELD            | 1/14          |
| Eslovaquia    | Movimiento para la Democracia Hnutie Republika                              |                 | Ninguno         | 1/14          |
| España        | Junts per Catalunya Junts per Catalunya (JuntsxCat)                         |                 | Ninguno         | 3/59          |
| Unión Europea | Total                                                                       | Total           | Total           | 42/705        |

Antes de la retirada del Reino Unido de la UE el 31 de enero de 2020, había 30 eurodiputados británicos que no eran miembros: 29 miembros del Partido del Brexit y 1 miembro del Partido Unionista Democrático.

### Octavo Parlamento
El número de No Inscritos aumentó temporalmente de 48 al comienzo del mandato a 100 entre el 16 y el 20 de octubre de 2014, cuando el grupo EFDD se disolvió tras la marcha de la eurodiputada letona Iveta Grigule. El grupo EFDD se restauró cuando Robert Iwaszkiewicz (KNP, Polonia) decidió unirse a él.
El 15 de junio de 2015, 35 eurodiputados no inscritos y un exmiembro del EFDD (Janice Atkinson, excluida del UKIP) formaron un nuevo grupo, denominado "Europa de las Naciones y de las Libertades" (ENF), en torno a Marine Le Pen (FN) y Marcel de Graaff (PVV), posteriormente se incorporó el 24 de junio de 2015 Aymeric Chauprade. El número de No Inscritos se redujo a 14 el 22 de julio de 2015, cuando Juan Fernando López Aguilar se reincorporó al S&D. Aymeric Chauprade dejó el ENF el 9 de noviembre de 2015. Marcus Pretzell fue expulsado de ECR antes de unirse a ENF en mayo de 2016, lo que elevó el número de no inscritos a 15. De mayo de 2016 a mayo de 2017, Renato Soru fue expulsado de S&D después de ser condenado por evasión de impuestos. Cuando Steven Woolfe y Diane James dejaron la EFDD en octubre y noviembre de 2016 y Alessandra Mussolini dejó el EPP durante doce días en noviembre-diciembre de 2016, el número de no inscritos aumentó a 19 antes de volver a 18. Jacek Saryusz-Wolski fue expulsado del EPP en marzo de 2017.
| País          | Partido | Diputado                                                                                              | Partido Europeo | Partido Europeo | N.º Diputados |
| ------------- | --- | --- | --------------- | --------------- | ------------- |
| Dinamarca     | Independiente (Elegido con DF)                                                                                    | Rikke Karlsson (fue miembro del ECR hasta el 21 de febrero de 2018)                                   |                 | Independiente   | 1/13          |
| Francia       | Agrupación Nacional (RN) Rassemblement National                                                                   | Bruno Gollnisch                                                                                       |                 | AEL / MENL      | 1/74          |
| Francia       | Comités Jeanne (Elegido con RN)                                                                                   | Jean-Marie Le Pen                                                                                     |                 | APL             | 1/74          |
| Francia       | Independiente (Elegido con RN)                                                                                    | Sophie Montel (fue miembro del EFDD hasta el 5 de julio de 2018)                                      |                 | Independiente   | 1/74          |
| Alemania      | Die PARTEI | Martin Sonneborn                                                                                      |                 | Ninguno         | 1/96          |
| Alemania      | Partido Nacionaldemócrata de Alemania (NPD) Nationaldemokratische Partei Deutschlands                             | Udo Voigt                                                                                             |                 | APL             | 1/96          |
| Grecia        | Amanecer Dorado Χρυσή Αυγή (ΧΑ) Chrysí Avgí                                                                       | Georgios Epitidios                                                                                    |                 | APL             | 2/21          |
| Grecia        | Amanecer Dorado Χρυσή Αυγή (ΧΑ) Chrysí Avgí                                                                       | Lambros Foundoulis                                                                                    |                 | APL             | 2/21          |
| Grecia        | Unión Radical Patriótica (Elegido con ΧΑ) Πατριωτική Ριζοσπαστική Ένωση (ΠΑΤ.ΡΙ.Ε.) Patriotikí Rizospastikí Énosi | Eleftherios Synadinos                                                                                 |                 | Ninguno         | 1/21          |
| Grecia        | Partido Comunista de Grecia{ Κομμουνιστικό Κόμμα Ελλάδας (ΚΚΕ) Kommounistikó Kómma Elládas                        | Konstantinos Papadakis                                                                                |                 | Iniciativa      | 2/21          |
| Grecia        | Partido Comunista de Grecia{ Κομμουνιστικό Κόμμα Ελλάδας (ΚΚΕ) Kommounistikó Kómma Elládas                        | Sotirios Zarianopoulos                                                                                |                 | Iniciativa      | 2/21          |
| Hungría       | Jobbik Jobbik Magyarországért Mozgalom                                                                            | Zoltán Balczó                                                                                         |                 | Ninguno         | 1/21          |
| Hungría       | Independiente (Elegido con Jobbik)                                                                                | Béla Kovács                                                                                           |                 | Independiente   | 2/21          |
| Hungría       | Independiente (Elegido con Jobbik)                                                                                | Krisztina Morvai                                                                                      |                 | Independiente   | 2/21          |
| Polonia       | KORWiN Wolność | Dobromir Sośnierz(dejó el KNP se unió al KORWiN, reemplazando a Janusz Korwin-Mikke tras su renuncia) |                 | Ninguno         | 1/51          |
| Polonia       | Plataforma Cívica (PO) Platforma Obywatelska                                                                      | Jacek Saryusz-Wolski(expulsado del EPP en marzo de 2017)                                              |                 | Ninguno         | 1/51          |
| Polonia       | Independiente (Elegido con PIS)                                                                                   | Kazimierz Michał Ujazdowski(fue miembro del ECR hasta el 13 de abril de 2018)                         |                 | Independiente   | 1/51          |
| Reino Unido   | Partido Unionista Democrático (DUP)                                                                               | Diane Dodds                                                                                           |                 | Ninguno         | 1/73          |
| Reino Unido   | Independientes (Elegidos con UKIP)                                                                                | James Carver(fue miembro del EFDD hasta el 28 de mayo de 2018)                                        |                 | Independiente   | 2/73          |
| Reino Unido   | Independientes (Elegidos con UKIP)                                                                                | Steven Woolfe(fue miembro del EFDD hasta el 23 de octubre de 2016)                                    |                 | Independiente   | 2/73          |
| Unión Europea | Total | Total                                                                                                 | Total           | Total           | 20/705        |